# Leopold Julius
Leopold Julius (* 1850; † 18. Juni 1890) war ein deutscher Klassischer Archäologe.
Leopold Julius studierte an der Universität München und wurde dort 1874 bei Heinrich Brunn promoviert. Er erhielt 1874–1875 das Reisestipendium des Deutschen Archäologischen Instituts. Anschließend habilitierte er sich an der Universität München, wo er bis zu seinem frühen Tode lehrte. Sein Forschungsgebiet war vor allem die Geschichte der antiken Architektur.

## Veröffentlichungen (Auswahl)
- Ueber die Agonaltempel der Griechen. Straub, München 1874.
- Ueber den Südflügel der Propylaeen und den Tempel der Athena Nike zu Athen. In: Mitteilungen des Deutschen Archäologischen Institutes, Athenische Abteilung 1, 1876, S. 216–228 (Digitalisat).
- Ueber das Erechtheion. Ackermann, München 1878 (Digitalisat).
- Das Theater des Dionysos zu Athen.  Aufgenommen und gezeichnet von Ernst Ziller. Erläuternder Text von Leopold Julius. In: Zeitschrift für Bildende Kunst 13, 1878, S. 193–204. 236–242.

| Personendaten    | Personendaten                    |
| ---------------- | -------------------------------- |
| NAME             | Julius, Leopold                  |
| KURZBESCHREIBUNG | deutscher Klassischer Archäologe |
| GEBURTSDATUM     | 1850                             |
| STERBEDATUM      | 18. Juni 1890                    |